# DeWitt Nunatak
Il DeWitt Nunatak è un nunatak, o picco roccioso isolato, alto 1.295 m, situato lungo la parete di una scarpata ghiacciata 13 km a ovest dello Snake Ridge, nel Patuxent Range, nei Monti Pensacola, in Antartide. 
Il nunatak è stato mappato dall'United States Geological Survey (USGS) sulla base di rilevazioni e foto aeree scattate dalla U.S. Navy nel periodo 1956-66.
La denominazione è stata assegnata dall'Advisory Committee on Antarctic Names (US-ACAN), in onore di Steven R. DeWitt, meteorologo che soggiornò presso la Stazione Palmer nell'inverno del 1966.